# LaOdysea
LaOdysea es un grupo de rap español procedente de Elda (Alicante). Los componentes de este son Pozo , Lhyon, Lesky, RDT Pro y Dj Klean. Todos ellos han participado en la edición de todas sus canciones y sus cinco álbumes de estudio. Su último trabajo fue publicado el 25 de septiembre de 2020 ,titulado "Gernika". 

## Biografía
LaOdysea es un grupo formado a principios del año 2000, sus integrantes son: Lhyon, Lesky, Pozo, Dj Klean y RDT Pro.La primera maqueta de LaOdysea fue grabada en el año 2004, bajo el título de “Visionarios” bajo el diseño gráfico de Dibone y con un total de diez cortes, entre los que se encuentran las colaboraciones de: Lom-C y Madnass de Arma Blanca, Bambu y Mr. Franzys. Su segundo trabajo, vio la luz en el 2006, realizado por dos de sus MCs y autoproducido por ellos mismos (Lesky y Pozo) bajo el nombre de Dr.Cannibal, dicho trabajo fue un doble CD que consta de 27 cortes y entre los que se encuentran las colaboraciones de: Hijo Pródigo (Dogma Crew) Jesuly, Trafik , Soma, Nach, Madnass y Dj Joaking , Valdés, Bambu.Su tercer trabajo vino de la mano de Dj.Klean en un doble CD realizado junto a Dj Joaking bajo el título de "QuidproQuo", en el que se puede apreciar colaboraciones con gran número de artistas de la costa levantina. Desde el año 2000 hasta hoy en día el grupo ha dado un gran número de conciertos. Algunas de las ciudades en las que el grupo ha actuado son: Alicante, Jávea, Madrid, Barcelona, Sevilla, Almería, Murcia, Andorra etc. Además de estos trabajos citados el grupo cuenta con más de una treintena de colaboraciones para trabajos de otros grupos entre los que se encuentran: Nach, Arma Blanca, Nikoh E.S, Abram, Contacto Táctico, Bambu, Mr. Franzys, Rime, Mase, Paradoja, Chivas, 05 milímetros, Conexión perfecta, Micrófonos enfermos, La demente M, DCP, Cres, Lom-C, El piezas, Alicante HipHop I y Alicante HipHop II, etc. En 2009 terminaron  su cuarto trabajo, “Como cinco dedos de una mano”, grabado en "la Trena Estudios" por BLS de Displomen, con la participación de sus cinco miembros, apostando por un gran cambio en todo lo que se refiere a sus trabajos anteriores: desde un estudio con mayor calidad, hasta un cambio en la mentalidad del grupo en cuanto a musicalidad y ambientación temática se refiere. En este nuevo trabajo el grupo constara con la participación de otros artistas como Bambu (actual acompañante del grupo en sus conciertos) Complot, Rosario Ortega, Grumo y Nach, así como con las producciones (además de las de Rdt pro) de Nikoh E.S, Dash de Arma Blanca ("Asesynatos producciones"), "Vicc pro", y "Bls producciones". El diseño del CD está realizado por "Kaneda" y representa el concepto de unión que el grupo quiere reflejar en este disco. El 21 de marzo de 2009 presentaron el disco en el Fnac de Alicante , con un encuentro con el público y posteriormente una firma de discos.
En 2012 llegó la salida de su tercer trabajo  bajo el nombre de "Fuego", grabado en Tiamat Records por Blas Caballero, además de tener un videoclip que da nombre al trabajo. En este disco se mantiene su sonido vanguardista tan propio que da paso a nuevas colaboraciones con Dj Joaking, Baghira, Rap&Roll, Tron Dosh, Dash Shamash y BLS.
Tras la salida del disco , DJ Klean decidió abandonar el grupo por motivos que se desconocen.
Después de varios años sin publicar canciones, en 2015 sorprendieron a todos con su cuarto álbum de título "The rules". El disco cuenta con colaboraciones de ZPU, Lom-C, Soriano, Dash Shamash, Nach y Madnass. La parte más musical fue obra de RDT Pro junto con Dj Joaking y Dj Virtus. Su masterización y edición fue tarea de Tiamat Records, con la ayuda de Blas Caballero, El Artwork y Ramón Rivera.
En 2020 salió su quinto álbum titulado "Gernika", un potente y enérgico disco producido en su totalidad por  RDT Pro que cuenta con las colaboraciones de El Beza, Zaira Ohana y Miguel Civera. Dj Can, Dj 1sak y Dj Joaking se encargaron de los scratches del disco y fue grabado, mezclado y masterizado por Blas Caballero en Tiamat Records.

## Discografía
- "Visionarios" (Maqueta) (2004)
- "Dr Cannibal CD1" (Maqueta) (2006)
- "Dr Cannibal CD2" (Maqueta) (2006)
- "QuidproQuo" (Maqueta) (2007)
- "Como cinco dedos de una mano" (LP) (2009)
- "Fuego" (LP) (2012)
- "The Rules" (LP) (2015)
- "Gernika"(2020)

## Colaboraciones
- Nach-"Dr.Cannibal"
- Arma Blanca-"R-Evolución"
- Arma Blanca-"Dr.Cannibal"
- Arma Blanca-"Visionarios"
- Bambu-"Visionarios"
- Bambu-"Dr.Cannibal"
- Mr. Franzys-"Visionarios"
- Dogma Crew-"Dr.Cannibal"
- Jesuly-"Dr.Cannibal"
- Trafik-"Dr.Cannibal"
- Soma-"Dr.Cannibal"
- Valdés-"Dr.Cannibal"
- Demasiado De-"Demasiado De"
- Nikoh E.S.-"Vendios"
- Abram-"Sangre de mi sangre"
- Chiva-"Paraíso"
- Tejota-"Thanatos"
- Dj Joaking-"La voz de los forajidos"
- Dj Joaking-"El dramaturgo"
- Dj Can-"Asuntos personales"
- Dj Can-"Antes arte que la guerra"
- Miguel Civera -"Regreso a Ítaca"
- Dj 1ask-"Mensaje y flows"
- El Bezea-"Wonderful"
- Zaira Ohana- "Corazón de ceniza y escarcha"
- José Rivera-"Fuego"
- Dash Shamash-"La soledad de los malditos"
- Esther Ortega-"Dentro del juego"
- Legendario y Trafik-"Generación bundy"
- ZPU y Soriano- "Solo os digo"
- Lom-C-"Carta para los caídos"